# 流苏曲花紫堇
流苏曲花紫堇（学名：Corydalis curviflora sp. pseudosmithii）为罂粟科紫堇属下的一个亚种。

## 扩展阅读
- 維基物種上的相關：流苏曲花紫堇